# Аль-Ахлі (лікарня)
Арабська лікарня Аль-Ахлі (араб. المستشفى الأهلي العربي, досл. «Арабська Народна Лікарня») — лікарня в місті Газа. Її штаб-квартира розташована в районі Зейтун на півдні міста, і ним керує єпископальна церква в Єрусалимі. Заснована в 1882 році, це одна з найстаріших лікарень міста.

## Історія
Лікарня працює з 1882 року і була заснована Church Mission Society Англіканської церкви. Пізніше, між 1954 і 1982 роками, лікарнею керувала Медична місія Південної баптистської конвенції, відома тоді як Баптистська лікарня (араб. المستشفى المعمداني). З 1980 року лікарнею керує єпископальна церква в Єрусалимі. Його підтримують такі міжнародні благодійні організації, як Embrace the Middle East.

### Під час нападу ХАМАСу на Ізраїль

#### Ракетний удар по онкологічному центру
Як повідомляє Служба новин Anglican Communion, о 19:30 за східноєвропейським літнім часом 14 жовтня 2023 року діагностичний центр лікування раку лікарні було пошкоджено ракетами, внаслідок чого чотири співробітники лікарні отримали поранення та серйозно пошкодили два верхніх поверхи, мамографію та найбільше постраждали відділення УЗД.

#### Вибух
Через три дні, увечері 17 жовтня, у дворі, де проживали тисячі вимушених переселенців, стався вибух. Згідно з попередніми даними Міністерства охорони здоров'я Гази, яким керує ХАМАС, в результаті вибуху загинуло 200–500 палестинців і понад 600 отримали поранення.